# Slaagpercentage
In examenterminologie is het slaagpercentage of slaagcijfer het aantal kandidaten dat slaagt in verhouding tot het aantal deelnemers. Bij het opstellen van statistieken die het verband vaststellen tussen vooropleiding en slaagpercentage in de vervolgopleiding houdt men echter doorgaans rekening met het aantal ingeschrevenen tot de opleiding, en niet met het aantal ingeschrevenen voor het examen.
Het slaagpercentage zegt enerzijds iets over de moeilijkheid van het examen, anderzijds iets over de kwaliteit van de voorbereiding op het examen. Wel is het moeilijk vast te stellen welk van de twee factoren het zwaarst doorweegt. Alleen als de deelnemers duidelijk tot verschillende groepen behoren, waarmee verschillende slaagpercentages correleren, kan een voorzichtige uitspraak worden gedaan over de kwaliteit van de vooropleiding.